# Kuba na Letních olympijských hrách 1968
Kubu na Letních olympijských hrách 1968 v Ciudad de México reprezentovalo 115 sportovců, z toho 101 mužů a 14 žen. Nejmladším účastníkem byl José Martínez (16 let, 104 dní), nejstarším pak Delfin Gómez (39 let, 301 dní). Reprezentanti vybojovali 4 stříbrné medaile.

## Medailisté
| Medaile | Jméno                                                              | Sport    | Disciplína                     |
| ------- | ------------------------------------------------------------------ | -------- | ------------------------------ |
| Stříbro | Hermes Ramírez Juan Morales Pablo Montes Enrique Figuerola         | atletika | Muži štafeta 4 × 100 m         |
| Stříbro | Violetta Quesada Miguelina Cobián Marlene Elejarde Fulgencia Romay | atletika | Ženy štafeta 4 × 100 m         |
| Stříbro | Enrique Regueiferos                                                | box      | muži velterová váha do 63,5 kg |
| Stříbro | Rolando Garbey                                                     | box      | muži váha lehkotěžká do 71 kg  |